# 加布艾萊西島

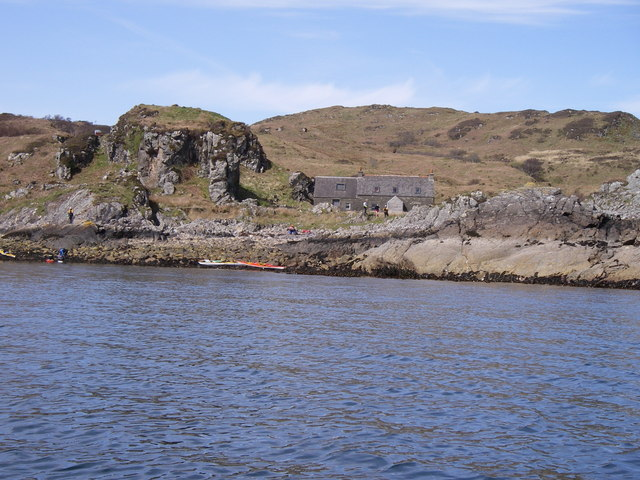

加布艾萊西島是蘇格蘭的島嶼，位於大西洋海域，屬於內赫布里底群島的一部分，面積1.42平方公里，最高點海拔高度110米，島上無人居住。
56°14′19″N 5°46′11″W / 56.23850°N 5.76967°W